# Alpaida vera
Alpaida vera là một loài nhện trong họ Araneidae.
Loài này thuộc chi Alpaida. Alpaida vera được Herbert Walter Levi miêu tả năm 1988.